# Pao Čeng

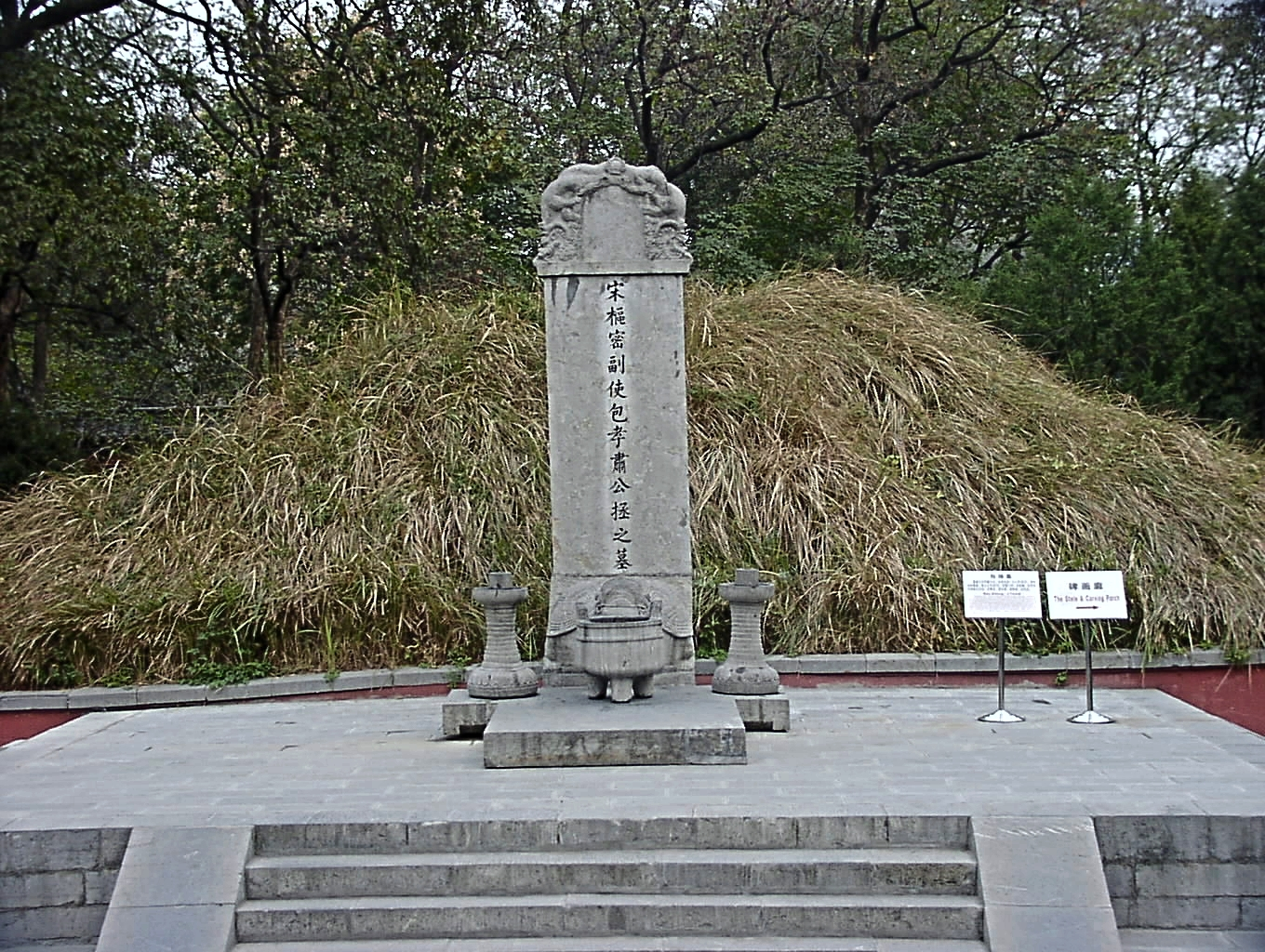
Hrob Pao Čenga

Pao Čeng (čínsky pchin-jinem Bāo Zhěng, znaky 包拯; 999–1062), obecně známý jako Pao Kung (čínsky pchin-jinem Bāo Gōng, znaky 包公, „ctihodný pán Pao“, „vévoda Pao“), byl čínský úředník v říši Sung, sloužil za vlády císaře Žen-cunga. Proslul spravedlností a čestností, v Číně se stal symbolem práva a spravedlnosti. Vesměs fiktivní příběhy o něm jsou po staletí velmi populární a dočkaly se mnoha literárních i dramatických zpracování, moderní době se stal hrdinou řady filmů a seriálů v Číně, Tchaj-wanu a Hongkongu.

## Život
Podle Dějin Sungů se Pao Čeng narodil v úřednické rodině z Che-feje (v dnešní provincii An-chuej). V 29 letech (roku 1027) složil palácové zkoušky a získal hodnost ťin-š’. Po složení zkoušek odložil zahájení své úřední kariéry o deset let, během nichž pečoval o své staré rodiče a po jejich smrti věrně dodržoval smuteční obřady. Od roku 1037 až do své smrti v roce 1062 postupně sloužil na různých místech u císařského dvora nebo v regionech, mimo jiné v letech 1056–1058 spravoval Kchaj-feng, hlavní město říše Sung.
Už během života proslul svou oddaností k rodičům, přísným vystupováním a nekompromisním bojem s nespravedlností a korupcí. Jeho jméno se stalo synonymem pro idealizovaného „čestného a přímého úředníka“ (清官, čching kuan) a rychle se stal populární postavou divadelních her i literatury. Byl také spojován s bohem Jen-luo (Jama) a považován za jednoho ze soudců mrtvých, měl totiž mít schopnost posoudit záležitosti posmrtného života stejně spravedlivě, jako když soudil v říši živých.
Ne méně než třicet vysokých úředníků odvolal pro korupci, braní úplatků, nebo zneužití pravomoci. Přes vysoké úřední postavení vedl prostý život jako běžný poddaný. Měl tři ženy, které mu daly dva syny, kteří se jmenovali Pao Jie (包繶) a Pao Suo (包綬). Svým následníkům přikázal:
| „ | Jestliže kdokoliv z mých potomků vezme úplatek, musí být vyhnán z domu a nesmí být pohřben v rodinné hrobce. Kdo nesdílí mé hodnoty, není mým potomkem. | “ |

Za své zásluhy byl posmrtně jmenován vévodou (kung). Pohřben je v hrobce rodu Pao v Che-feji, která zahrnuje jeho hrob i hroby členů jeho rodiny a pamětní chrám. Postavena byla roku 1066.